# Зингер, Ханс
Сэр Ханс Вольфганг Зингер (англ. Hans Wolfgang Singer; 29 ноября 1910[…], Эльберфельд, Пруссия — 26 февраля 2006, Брайтон, Юго-Восточная Англия) — британский экономист немецкого происхождения, один из авторов гипотезы Пребиша—Зингера.

## Биография
Ханс родился 29 ноября 1910 года в городке Эльберфельд, пригороде Вупперталя, в еврейской семье. Поначалу Ханс хотел учиться на медика как и его отец Генрих Зингер, который в Первую мировую войну служил в медицинских войсках Германии и получил Железный крест, вернувшись с войны с подорванным здоровьем. Его мать Антония Спирс была необразованна, но с большим интеллектуальным интересом к жизни.
После посещения лекций Йозефа Шумпетера в Бонне Ханс решил стать экономистом. В 1929 году поступил в Боннский университет, а в 1932 году получил степень бакалавра экономики. Магистерскую диссертацию начал под руководством Артура Шпитгофа.
После прихода к власти нацистов в 1933 году, эмигрировал в Цюрих, затем в Стамбул, где написал письмо Й. Шумпетеру, спрашивая у него совета. Через месяц пришло письмо от Р. Кана, с приглашением пройти собеседование в Королевском колледже при Кембриджском университете, где была учреждена стипендия для беженцев. В Великобритании он получил статус беженца, а в марте 1934 года поступил в Кембриджский университет, где учился под руководством Дж. Кейнса, в 1936 году получил степень доктора.
Преподавательскую деятельность начал в 1938 году в Манчестерском университете, а в 1940 году опубликовал первую свою книгу «Безработица и безработные». В апреле 1940 года Дж. Кейнс помог избежать депортации как вражеским иностранцам Зингеру вместе с другими немецкими экономистами. Дж. Кейнс помог рекомендацией для получения паспорта гражданина Соединенного королевства в 1946 году, а также рекомендовал его в Министерство городского и сельского планирования. В 1947 году преподавал в университете Глазго.
В 1947 году был приглашён в новый экономический отдел ООН в Нью-Йорке, где проработал до 1969 года, активно консультировал правительства развивающихся стран, различные международные организации.
С 1969 года работал профессором в Сассекском университете, где в 1990 году становится почетным доктором, а также почетным доктором университета Глазго, в университетах Аргентины, Австрии, Португалии.
Сэр Ханс Зингер скончался в Брайтоне в возрасте 95 лет.

## Основной вклад в науку
Зингер наиболее известен как автор гипотезы Пребиша—Зингера, согласно которой условия мировой торговли (соотношение динамики цен на сырье и продукцию обрабатывающей промышленности) с течением времени неизбежно изменяются таким образом, что основные выгоды от международной торговли извлекают страны-производители конечной продукции, тогда как сырьевые экономики, импортирующие эту продукцию, неизбежно ухудшают своё положение. Условия, определяющие соотношение роста цен на сырье и конечные товары, получили название «условия торговли» (англ. terms of trade, обычно не переводится).
Гипотеза Зингера—Пребиша была сформулирована для «идеальной» рыночной экономики, не учитывала влияние политических факторов (см. Нефтяной кризис), и поэтому её истинность остается предметом дискуссии.
В августе 2013 года МВФ опубликовал результаты исследований рынков сырья с 1650 года, которые подтвердили гипотезу Зингера-Пребиша: в долгосрочной перспективе цены на любой вид сырья снижаются по сравнению с ценами на промышленные товары.
В 1964 году Зингер впервые выдвинул тезис, что сбалансированный рост осуществляется посредством несбалансированных инвестиций в рамках теории «большого толчка»: увеличение производительности труда в сельском хозяйстве и в традиционных экспортных отраслях за счёт импортозамещения и развития собственной производственной и социальной инфраструктуры, что позволит дать толчок для развития всей экономики и создать самоподдерживающий рост.

## Награды
- 1977 — награда Международного института социальных наук[англ.],
- 1994 — Елизавета II посвятила его в рыцари.